# ياسين إبراهيم ياسين
اللواء ياسين إبراهيم ياسين (11 يوليو 1958 في الخرطوم، السودان -) عسكري سوداني، يشغل منصب وزير الدفاع منذ 2 يونيو 2020.
حاصل على شهادة العلوم العسكرية من الكلية الحربية السودانية، وبكالوريوس علوم عسكرية من جامعة مؤتة في الأردن، وشهادة ماجستير علوم عسكرية من كلية القادة والأركان في السودان.